# 후회

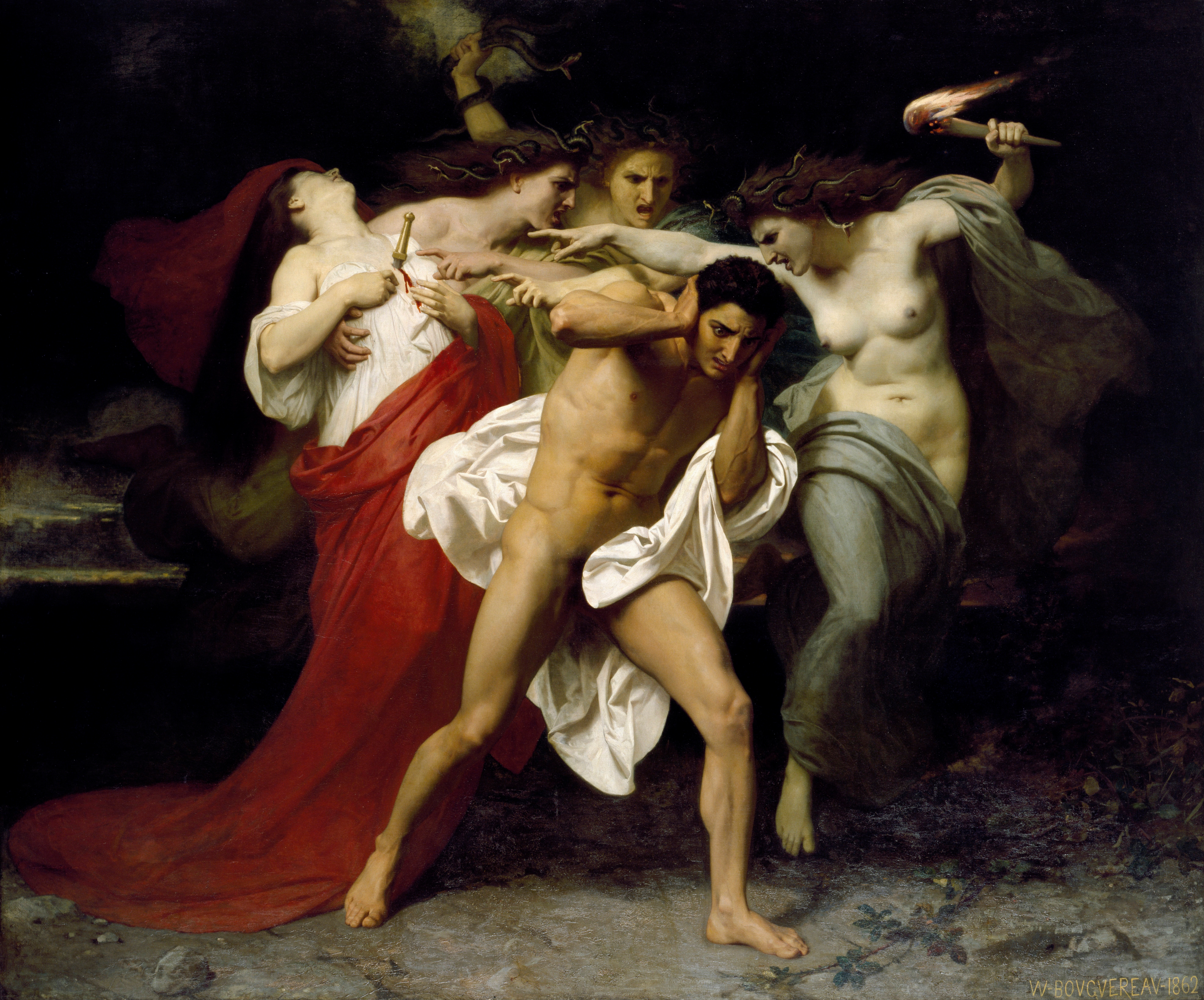

후회(後悔)는 이전에 자신이 내린 결정이 잘못된 것이라고 느끼는 감정이다. 보통, 후회의 크기는 '크다/작다'로 표현되고 자신이 내린 결정의 중요도가 높으면 높을 수록 더 커지며, 반대로 낮을 수록 작다.  만약 사람이 자신의 잘못에 후회를 느끼고 다음부터 그런 잘못을 저지르지 않도록 한다면, 이것을 뉘우쳤다고 한다. 죄책감과 비슷하나 꼭 도덕적 또는 법적 의무를 위반했을 때에만 느끼는 감정은 아니기 때문에 조금 다르다.
법적 맥락에서, 범죄자의 인지된 후회는 재판, 선고, 가석방 청문회 및 회복적 사법 기간 동안 서구 사법 시스템에 의해 평가된다. 그러나 범죄자의 후회 정도를 평가하는 데에는 인식론적인 문제가 있다.
후회할 능력이 없는 사람은 DSM IV-TR의 특징에 따라 반사회적 인격 장애로 진단되는 경우가 많다. 일반적으로 사람이 사이코패스적 특성을 발달시키려면 두려움과 후회를 느낄 수 없어야 한다. 보험과 같은 법률 및 비즈니스 전문가들은 주로 잠재적인 소송 및 재정적 영향 때문에 사과를 통한 후회 표현에 대해 연구를 수행해 왔다.

## 사과에 관한 연구
사과에 관한 두 가지 연구는 게리 채프먼(Gary Chapman)과 제니퍼 토머스(Jennifer Thomas)의 사과의 다섯 언어(The Five Languages of Apology)와 아론 라자르(Aaron Lazare)의 온 어펄로지(On Apology)이다. 이러한 연구에 따르면 후회를 표현하는 효과적인 사과에는 일반적으로 범죄에 대한 (상처나 피해를 인정하는 등) 자세한 설명이 포함된다. 해당 행위 또는 부작위에 대한 책임 및 소유권을 인정한다. (자신의 역할을 인식하는 설명) 또한 사과에는 일반적으로 후회, 겸손 또는 후회에 대한 진술이나 표현이 포함된다. (용서 요청) 그리고 변화에 대한 믿을 만한 의지의 표현이나 그런 일이 다시는 일어나지 않을 것이라는 약속의 표현이다. 사과에는 자신이 초래한 손해에 따른 일종의 배상, 보상 또는 토큰 제스처가 포함될 수도 있다. 존 클리펠트(John Kleefeld)는 이것을 일반적으로 완전히 효과적인 사과를 위한 "네 가지 R", 즉 후회(remorse), 책임(responsibility), 해결(resolution) 및 배상(reparation)으로 요약했다. 예를 들어 친구가 잘못을 저질렀는데 상대방이 사과하지 않는 경우와 같이 사과가 늦어지면 시간이 지나면서 그 잘못에 대한 인식이 더욱 악화될 수 있다. 이것은 때때로 복합적인 후회로 알려져 있다. 가책은 후회를 적극적으로 표현하는 행위를 말하며, 일반적으로 후회하는 개인이 후회를 표하고 싶은 사람에게 물리적으로 접근하도록 요구한다.

## 같이 보기
- 죄책감
- 회개
- 원망
- 반성
- 고해 (종교)